# Fjällkrassing
Fjällkrassing (Braya linearis) är en korsblommig växtart som beskrevs av Georges Rouy. Enligt Catalogue of Life ingår fjällkrassing i släktet fjällkrassingar och familjen korsblommiga växter, men enligt Dyntaxa är tillhörigheten istället släktet fjällkrassingar och familjen korsblommiga växter. Enligt den svenska rödlistan 2015 är arten nära utrotad (NT) i Sverige. Arten förekommer i Övre Norrland varav merparten nära norska gränsen. Artens livsmiljö är fjäll. Inga underarter finns listade i Catalogue of Life.